# Route nationale 13 (Madagaskar)
Route nationale 13 – droga krajowa na Madagaskarze. Położona jest na terenie regionów Ihorombe, Anosy i Androy. Droga na odcinku od Ihosy do Ambovombe gruntowa, a dalej do Tôlanaro utwardzona, ale w złym stanie.

## Przebieg
Droga zaczyna się w Ihosy, gdzie odchodzi od drogi RN7 skąd prowadzi na południe. Przebiega przez miejscowości: Betroka, Vorokafitsa, Isoanala, Beraketa, Ampamata, Andanatalosy, Antanimora i Ambovombe, gdzie łączy się z drogą RN10. Dalej prowadzi mniej więcej równolegle do wybrzeża przez Amboasary Sud, Ranopiso i Manambaro do Tôlanaro, gdzie przechodzi w ulicę Avenue du Marechal Foch, schodzącą się z drogą RN12a